# 李文静
李文静（1974年—），播音名是文静，籍贯内蒙古自治区集宁市，出生在山西省大同市，毕业于山西大学，现任中国中央电视台主持人。

## 生平
1974年，李文静出生在山西省大同市，早年生活在太原市。毕业于山西大学。1995年进入山西电视台担任主持。2000年，李文静通过考试进入中国中央电视台《新闻调查》节目组，任主持人。后来又主持过《军情连连看》、《朝闻天下》、《媒体广场》（已停播）。现任《新闻30分》主持人。

## 奖项
2008年，“十佳播音员主持人” 。
2011年，金话筒奖。